# 金刚大属
金刚大属（学名：Croomia）是百部科下的一个属，为多年生直立草本植物。该属共有3种，分布于美国东南部和东亚。